# غفارديسكويي (سيسينيجا)
غفارديسكويي (بالروسية: Гвардейское) هي مدينة في جمهورية الشيشان في روسيا. ويبلغ عدد سكانها حوالي 7754 نسمة.